# 重慶犬

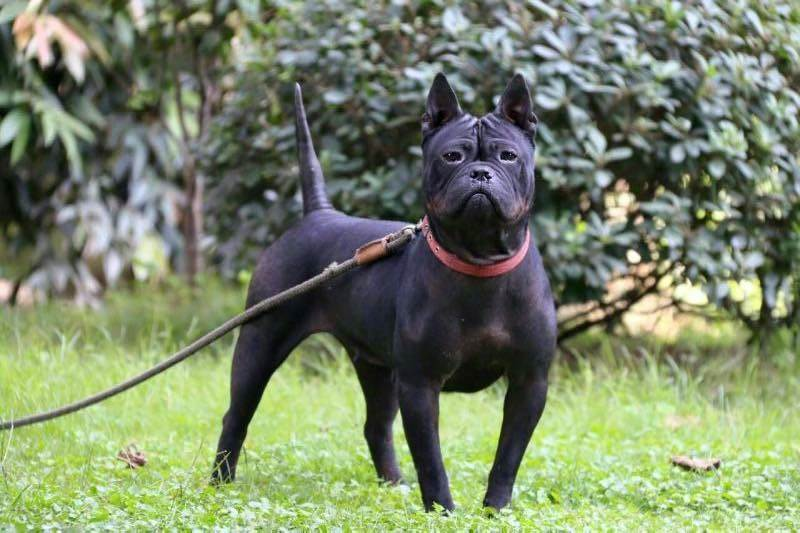
重慶犬

重慶犬（じゅうけいいぬ）とは、中国四川と重慶原産の狩猟用の古代犬種である。中名は川東獵犬（中:川东猎犬）、英名はチャイニーズ・チョンチン・ドッグ（英：Chinese Chongqing Dog）。日本では戦後知名度が無くなったが、戦前は重慶犬と呼ばれていた。

## 歴史
中国以外ではほとんど知られていないが、2000年以上の歴史を持つ古代犬種である。グレイハウンドタイプの犬種とマスティフタイプの犬種が自然交配し、固定化されて出来た犬種であると考えられている。力強いため、原産地では猪や熊などの大型獣の狩猟に広く用いられてきた。また、家畜の見張りや番犬としても使われていて、不審者や客が来たことを主人に吠えて知らせていた。
しかし戦時中に中国政府からの命令によって、他の犬種とともに多くが撲殺されてしまい、絶滅寸前に追いやられてしまった。戦後になると他地域に疎開していた重慶犬が主人たちとともに帰郷し、再生計画と犬種クラブが結成された。現在も数が少なく珍しい犬種であるが、少しずつ数を回復しつつある。また、アメリカ合衆国やカナダにも数頭が珍犬種として輸出された。
めったに見かけることが出来ない犬種ではあるが、かつて中国が清と呼ばれていた時代には日本にも輸入されていたこともあった。現在は在日中国人がペットとして日本に連れてきているもの以外を見かけることは出来ない。とても古い犬種であるが、FCIには公認されていない。

## 特徴
外見はボクサーとマスティフを足して2で割ったような姿をしているが、それらの犬種の血は全く入っていない。長めの立ち耳・垂れ尾でスムースコート、毛色はレットやグレーなどの単色。引き締まった体つきで背は平ら、つぶれ気味のマズルで脚が長い。体高は雄40 - 50cm、雌35 - 40cm、体重は雄20 - 25kg、雌15 - 20kg。遺伝的にかかりやすい病気は無く、寿命も15 - 18年とかなり長い。

## 参考
- 英語版記事 （15:59, 27 October 2008版）
- 外部リンク（容姿の参考）